# Henry Gleditsch
Pour les articles homonymes, voir Gleditsch.
Henry Cochrane Williamson Gleditsch, (dit Henry Gleditsch), né le 9 novembre 1902 à Christiania et exécuté le 7 octobre 1942 à Falstadskogen, est un acteur norvégien, fondateur du Trøndelag Teater en 1937. Il est interné en camp et exécuté par l'occupant allemand pour ses prises de position contre le nazisme.

## Biographie

### Famille et études
Henry Gleditsch naît le 9 novembre 1902 à Christiania (actuel Oslo), fils de Theodor Immanuel Gleditsch (1868–1942) et de Henrietta Jane (« Hetty ») Cochrane Williamson (1868–1943). Le père de Henry Gleditsch est professeur à l'école de la cathédrale d'Oslo, mais Henry lui-même suit son cursus en tant qu'étudiant privé après avoir fréquenté l'école Hagaas et étudié l'économie sociale avant de s'orienter vers le théâtre.

### Travail sur les planches
Au cours de la saison 1922-1923, il donne la réplique à l'acteur Thomas Thomassen sur les planches de Nationaltheatret. Au printemps 1923, il joue pour la première fois au Trondhjems Teater. Plus tard, il joue au Stavanger Theater, au Théâtre du Casino à Oslo, à Centralteatret à Oslo (1927-1931), à Den Nationale Scene à Bergen (1931-1932). Bergen est l'occasion pour lui de faire ses premiers pas en tant qu'instructeur. Au cours de la saison 1932-1933, Gleditsch est dans un théâtre qu'Einar Sissener dirige à Søylesalen comme scène d'appoint au Chat Noir. Il se marie en 1932 avec sa partenaire de scène, l'actrice Synnøve Tanvik (1910-1980). Henry Gleditsch dirige un théâtre de plein air au cours des étés 1931 et 1932, vient aux commandes du Søilen Teater à Oslo à l'automne 1934 et dirige la tournée anniversaire de la comédienne Ragna Wettergreen en 1936.
Au printemps 1937, il travaille à l'établissement d'un théâtre permanent à Trondheim. La ville a alors une scène appropriée et reçoit une série de jeux et de tournées; mais reste sans un théâtre fixe. Grâce à un travail énergique, Gleditsch réussit à unir toutes les bonnes forces, et un théâtre est établi à l'automne de la même année, avec lui comme premier directeur. La représentation inaugurale a lieu le 14 octobre 1937.

## Seconde Guerre mondiale

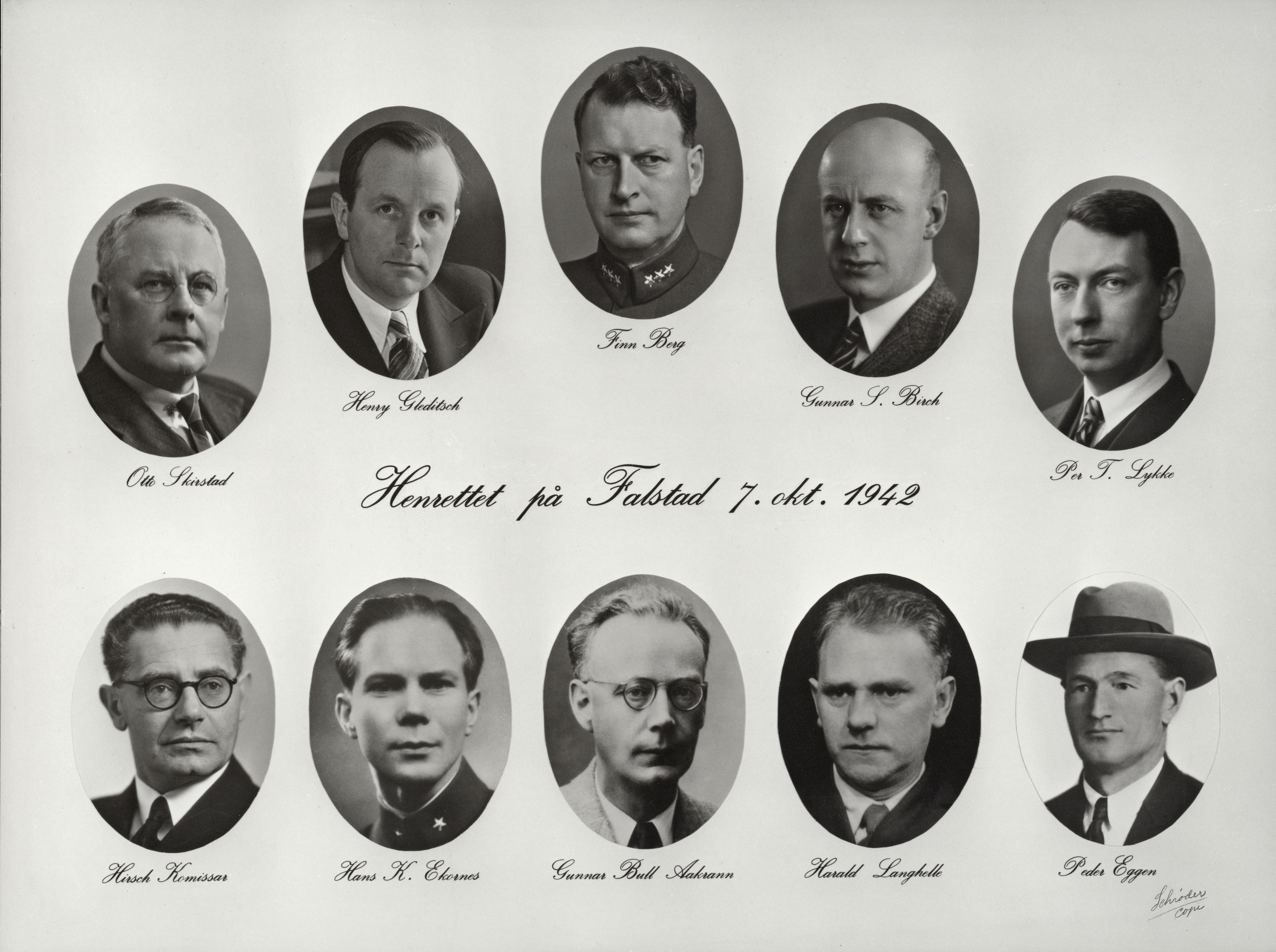
Les dix innocents du Trøndelag que l'Allemand Terboven, préfet du IIIe Reich en Norvège pendant la Seconde Guerre mondiale, a exécutés au camp de prisonniers de Falstad le 7 octobre 1942 en représailles aux tentatives de sabotage menées par le mouvement de résistance : Otto Skirstad, Henry Gleditsch, Finn Berg, Gunnar Sandberg Birch et Per Tangen Lucke. En bas : Hirsch Zvi Komissar, Hans Konrad Ekornes, Gunnar Bull Aakrann, Harald Langhelle et Peder Eggen.
Photo : Archives municipales de Trondheim

Pendant la Seconde Guerre mondiale, il est à la tête d'une série d'actions pour contrer l'entrée des nazis au théâtre. Le Trøndelag Teater reprend ses activités après l'invasion allemande le 9 avril 1940, Le théâtre devient un lieu prédominant dans l'activisme de résistance. 
Les nazis de la ville semblent percevoir le Trøndelag Teater comme un jøssingrede (réseau de résistance composé de Norvégiens opposés à l'occupation allemande). En conséquence, Henry Gleditch est arrêté et exécuté le 7 octobre 1942, Le responsable d'avoir mis Gleditsch sur la liste des hommes à abattre est le gestapiste Henrik Rogstad, chef de comté pour le Sud-Trøndelag.
Le buste de Henry Gleditch, réalisé par Gunnar Janson, se trouve au Trøndelag Teater,

## Filmographie
Acteur, Henry Gleditcha a tourné dans un certain nombre de réalisations dano-norvégiennes : 
- 1939 : De tre måske fire (« Les trois, voire les quatre ») dans le rôle de John Johnsen, directeur général[6]
- 1933 : En stille flirt (« Un flirt silencieux ») dans le rôle de. Gründer, skredderidirektør[7]
- 1929 : Laila, dans le rôle de Mellet[8]
- 1927 : Syv dage for Elisabeth (« Sept jours pour Elisabeth »), dans le rôle de Gribb, journaliste[9]
- 1927 : Fjeldeventyret (« L'aventure en montagne ») dans le rôle de Hansen, étudiant
- 1926 : Brudeferden i Hardanger .(« Noces à Hardanger »), dans le rôle d'Anders Bjåland jeune[10]
- 1925 : Himmeluret (« horloge céleste ») dans le rôle d'un Apache[11]